# Kjell Scherpen
Kjell Scherpen (ur. 23 stycznia 2000 w Emmen) – holenderski piłkarz występujący na pozycji bramkarza w SK Sturm Graz, do którego jest wypożyczony z Brighton & Hove Albion oraz w reprezentacji Holandii do lat 21. Wychowanek FC Emmen, w trakcie swojej kariery grał także w Ajaksie, KV Oostende i SBV Vitesse.

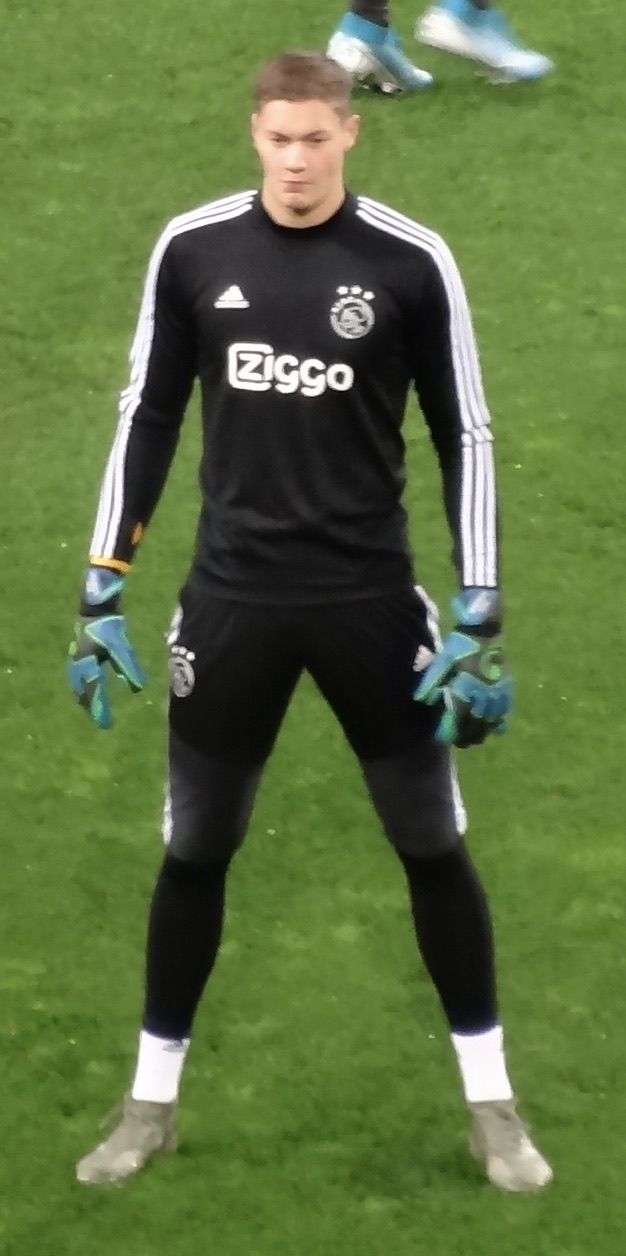
Scherpen (2019)